# Анна Амалия фон Изенбург-Бюдинген (1653–1700)
Анна Амалия фон Изенбург-Бюдинген (на немски: Anna Amalia zu Isenburg-Büdingen; * 23 октомври 1653 в Меерхолц; † 12 март 1700 в Бирщайн) е графиня от Изенбург-Бюдинген и чрез женитба графиня на Изенбург-Бирщайн.

## Произход
Тя е дъщеря на граф Йохан Ернст фон Изенбург-Бюдинген (1625 – 1673) и съпругата му графиня Мария Шарлота фон Ербах-Ербах (1631 – 1693), дъщеря на граф Георг Албрехт I фон Ербах (1597 – 1647) и първата му съпруга графиня Магдалена фон Насау-Диленбург (1595 – 1633), дъщеря на граф Йохан VI фон Насау-Катценелнбоген-Диц и Йоханета фон Сайн-Витгенщайн.
Анна Амалия фон Изенбург-Бюдинген умира на 12 март 1700 г. на 46 години в Бирщайн.

## Фамилия
Анна Амалия фон Изенбург-Бюдинген се омъжва на 13 (3) ноември 1679 г. в Бирщайн за граф Вилхелм Мориц фон Изенбург-Бирщайн (* 3 август 1657; † 8 март 1711), син на граф Йохан Лудвиг фон Изенбург-Бюдинген (1622 – 1685) и втората му съпруга принцеса Луиза фон Насау-Диленбург (1623 – 1685). Те имат 16 деца:
- Шарлота Луиза (* 31 юли 1680, Бюдинген; † 2 януари 1739, Шаумбург), омъжена на 22 ноември 1714 г. в Бирщайн за княз Виктор I Амадей Адолф фон Анхалт-Бернбург-Шаумбург-Хойм (1693 – 1772)
- Лудвиг Ернст (* 18 юли 1681, Бирщайн; † 14 февруари 1682, Бирщайн), близнак
- Лудвиг Кристоф (*/† 18 юли 1681, Бирщайн), близнак
- Вилхелмина Магдалена (* 23 ноември 1682, Бирщайн; † 6 декември 1749, Хоензолмс), омъжена на 23 август 1710 г. за граф Фридрих Вилхелм фон Золмс-Хоензолмс-Лих (1682 – 1744)
- Кристиана (* 23 декември 1683, Бюдинген; † 19 юни 1757, Хоензолмс)
- Ернестина (* 28 януари 1685, Бирщайн; † 10 февруари 1757, Венингс)
- Волфганг Ернст I княз фон Изенбург-Бюдинген (* 5 април 1686, Бирщайн; † 15 май 1754, Бирщайн), княз на Изенбург-Бюдинген, женен I. 27 ноември 1707 г. за графиня Фридерика Елизабет фон Лайнинген-Дагсбург-Емихсбург (1680 – 1717); II. 27 януари 1719 г. за графиня Елизабет Шарлота фон Изенбург-Бюдинген (1695 – 1723), III. 22 май 1725 г. за Шарлота Амалия фон Изенбург-Бюдинген-Меерхолц (1692 – 1752)
- Фридерика Емилия (* 12 май 1687, Бирщайн; † 28 август 1749)
- Вилхелм Мориц II (* 23 юли 1688, Бирщайн; † 7 март 1772, Филипсайх), граф на Изенбург-Бюдинген-Филипсайх, женен I. 3 януари 1712 г. за графиня и бургграфиня Амалия Луиза фон Дона-Лаук (1680 – 1723), II. 2 април 1725 г. за графиня Филипина Луиза фон Щолберг-Гедерн (1705 – 1744)
- Адолф (*/† 25 юни 1689, Бирщайн), близнак
- Елеонора (*/† 25 юни 1689, Бирщайн), близнак
- Албертина (* 30 август 1690, Бирщайн; † 27 юли 1691, Бирщайн)
- Каролина Хенриета (* 30 август 1690, Бирщайн; † 13 май 1691, Бирщайн)
- Анна София (* 10 ноември 1691, Бирщайн; † 20 септември 1765, Бирщайн), омъжена на 9 ноември 1712 г. за граф Филип Вилхелм фон Сайн-Витгенщайн-Сайн (1688 – 1719), син на граф Карл Лудвиг фон Сайн-Витгенщайн-Сайн († 1699) и Анна Мета фон Брокдорф († 1718)
- Филипина (* 21 декември 1692, Бирщайн; † 29 ноември 1693, Бирщайн)
- Йохан Филип (* 19 декември 1696, Бирщайн; † 18 май 1700, Бирщайн)

Вилхелм Мориц фон Изенбург-Бирщайн се жени втори път през 1700 г. за Анна Ернестина София фон Квернхайм († 1708) и трети път на 17 март 1709 г. в Нидервайзел за графиня Вилхелмина Елизабет фон Лайнинген-Дагсбург-Фалкенбург († 1733).